# Saint-Victor (Québec)
Saint-Victor è un comune del Canada, situato nella provincia del Québec, nella regione di Chaudière-Appalaches.